# Цзюйя
Цзюйя (кит.: 車牙; д/н — 8 до н. е.) — шаньюй держави хунну в 12—8 роках до н. е. Протягом панування зберігався мир з імперією Хань.

## Життєпис
Син шаньюя Хухан'є та янчжі Да. При народженні звався Цзюймоцзюй. Після смерті батька 31/30 року до н. е. владу отримав його брат Фучжулей, що призначив Цзюймоцзюя східним гулі-ваном. Наступний шаньюй — Соусє — надав Цзюймоцзюю титул східного тукі-вана (офіційного спадкоємця).
Спадкував владу 12 року до н. е. Змінив ім'я на Цзюйя. За традицією відправив сина Уїдана на службу до імперії Хань. Призначив зведеного брата Наньчжіяси східним тукі-ваном. Відомостей про його панування обмежені, зберігав мир із сусідами.
Помер 8 року до н. е. Йому спадкував брат Наньчжіяси, що змінив ім'я на Учжулю.